# The Exiles
The Exiles er en amerikansk stumfilm fra 1923 af Edmund Mortimer.

## Medvirkende
- John Gilbert som Henry Holcombe
- Betty Bouton som Alice Carroll
- John Webb Dillion som Wilhelm von Linke
- Margaret Fielding som Rose Ainsmith
- Fred Warren som Dr. Randolph